# Lázaro Villada
Lázaro Villada (Madrid, ? - ?) va ser un ciclista espanyol de primers del segle xx. El seu èxit més important fou el Campionat d'Espanya en ruta de 1917.

## Palmarès
- 1911
  - 2n al Campionat d'Espanya
- 1912
  - 4t a la Volta a Catalunya
  - 1r al Brazal Le Gaulois
- 1914
  - 7è al Campionat d'Espanya
- 1916
  - 1r a la Sociedad Deportiva Obrera
  - 2n al Campionat de Castella
- 1917
  -  Campió d'Espanya de ciclisme en ruta